# Howie Dallmar
Howard Dallmar, detto Howie (San Francisco, 24 maggio 1922 – San Francisco, 19 dicembre 1991), è stato un cestista e allenatore di pallacanestro statunitense, professionista nella BAA.

## Palmarès

### Giocatore
- Campione NCAA (1942)
- NCAA Final Four Most Outstanding Player (1942)
- Campione BAA (1947)
- All-BAA First Team (1948)
- Miglior passatore BAA (1948)